# Тессинский переулок
Те́ссинский переу́лок — улица в центре Москвы в Таганском районе между Большим Николоворобинским переулком и Серебрянической набережной.

## Происхождение названия
Название по фамилии домовладельца А. И. Тессина, известно с XIX века.

## Описание
Тессинский переулок имеет Г-образную форму. Начинается от перекрёстка Большого Николоворобинского и Серебрянического переулков, проходит на восток параллельно Серебрянической набережной, затем поворачивает на юг и выходит на набережную напротив Берникова переулка.

## Здания и сооружения
По нечётной стороне:
- № 3А — Фонд поддержки законодательных инициатив (ФПЗИ);
- № 5 — Красильно-отделочная фабрика;
- № 9/11 — с 1937 по 2015 годы располагался завод Производственного объединения по выпуску электронной медицинской аппаратуры «ЭМА» (ПО «ЭМА»). Здание снесено. На месте идет строительство жилого комплекса.

По чётной стороне:
- № 2/16 корп. 9 — жилой комплекс «Арт-хаус».
- № 4 — располагалось заводоуправление завода «ЭМА»